# Theodor Teetzmann

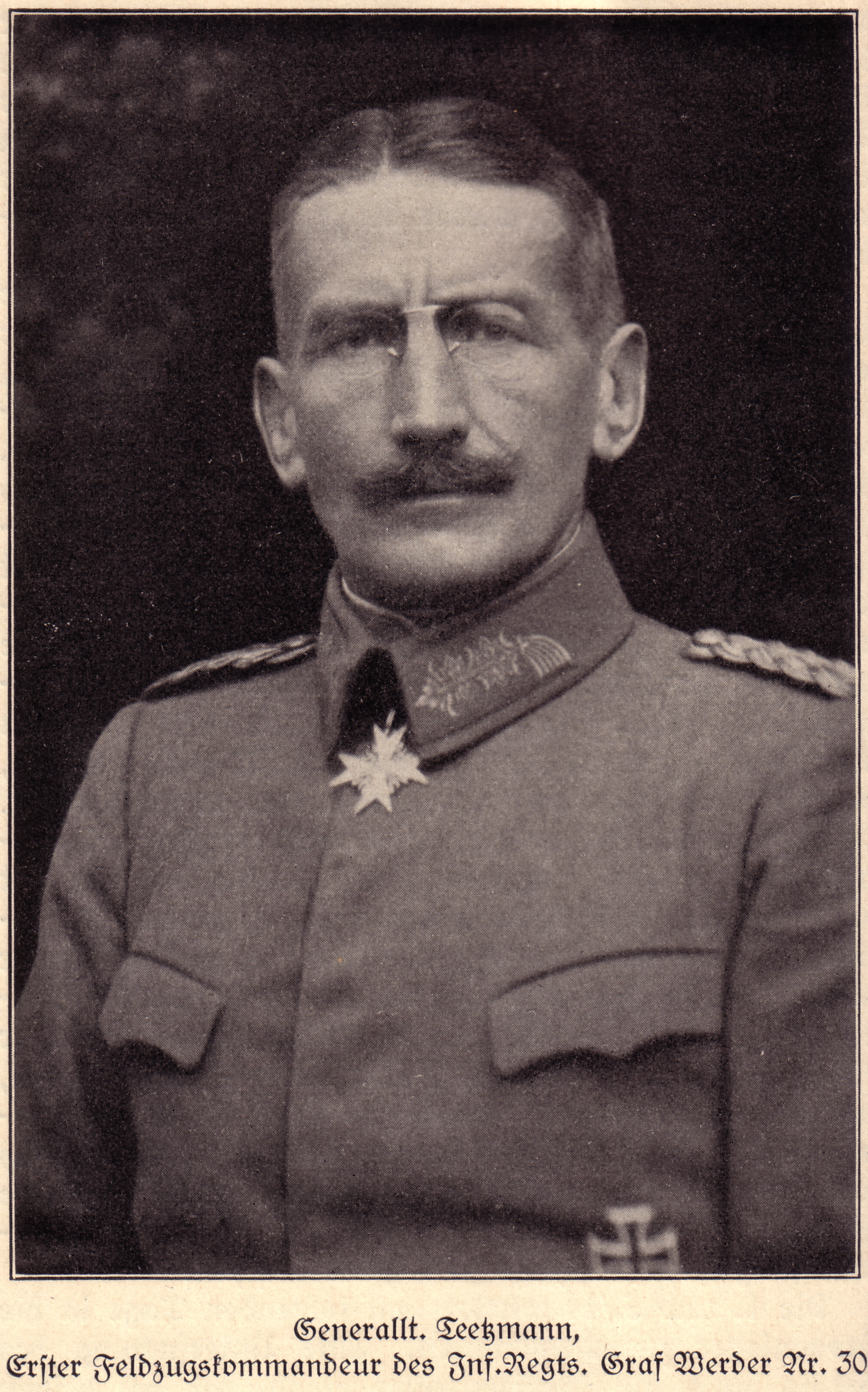
Generalleutnant Theodor Teetzmann

Theodor Hans Joseph Alexander Teetzmann (* 18. Oktober 1859 in Jersleben; † 16. Januar 1930 in Blankenburg (Harz)) war ein preußischer Offizier, zuletzt Generalleutnant.

## Leben
Teetzmann trat nach dem Besuch des Kadettenkorps 1875 als Sekondeleutnant in das 3. Westfälische Infanterie-Regiment Nr. 16 der Preußischen Armee in Köln ein. 1893 wurde er zum Hauptmann und 1903 zum Major befördert und als solcher Bataillonskommandeur im Füsilier-Regiment „Königin Viktoria von Schweden“ (Pommersches) Nr. 34. 1908 folgte seine Ernennung zum Kommandeur der Kriegsschule Anklam. 1910 zum Oberstleutnant befördert, wurde er im Januar 1913 Kommandeur des Infanterie-Regiments „Graf Werder“ (4. Rheinisches) Nr. 30 in Saarlouis.
1913 zum Oberst ernannt, rückte er nach Ausbruch des Ersten Weltkriegs im August 1914 an der Spitze seines Regiments an die Westfront und focht sein erstes Gefecht in der Schlacht bei Longwy. Am 30. September 1914 wurde er Kommandeur der 29. Infanterie-Brigade und wenige Wochen später (am 28. Oktober 1914) bereits zum Brigadekommandeur der 43. Reserve-Division nach Flandern berufen. Ende Januar 1915 wurde Oberst Teetzmann zum Kommandeur der 86. Infanterie-Brigade ernannt und am 14. Oktober 1916 zum Generalmajor befördert. Er erhielt dann das Kommando über die 34. Division, zu der auch sein altes Infanterie-Regiment Nr. 30 gehörte.

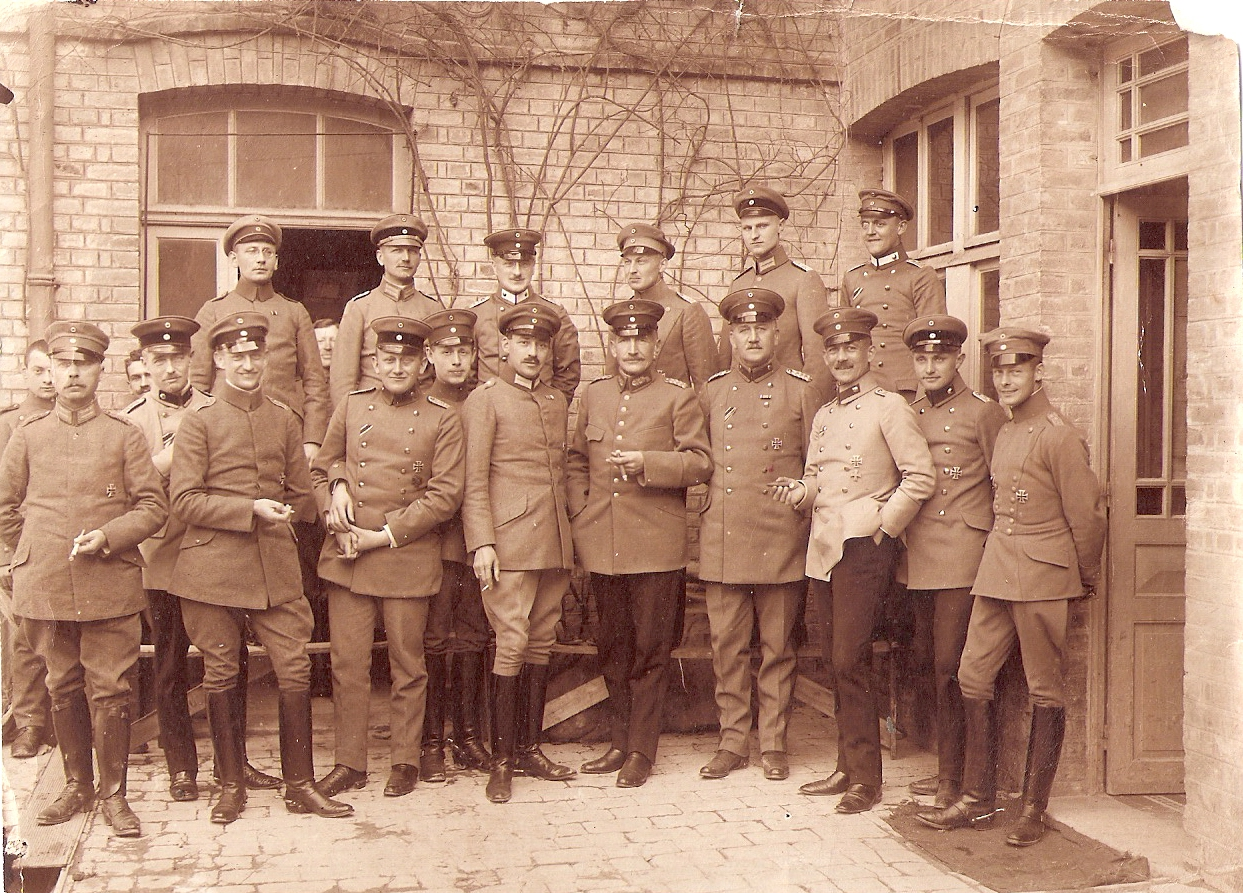
Stab der 34. Division 1917 -- vorne/mitte
Gen.Maj Teetzmann

Laut A.K.O. erhielt Generalmajor Teetzmann am 11. Oktober 1917 die höchste preußische Tapferkeitsauszeichnung, den Orden Pour le Mérite.
Nach dem Waffenstillstand führte Teetzmann seine Division in die Heimat zurück und übernahm im Frühjahr 1919 die Führung des Generalkommandos des XVI. Armee-Korps in Blankenburg (Harz). Mit Auflösung der alten Armee reichte Teetzmann sein Abschiedsgesuch ein, das am 30. September 1919 unter Verleihung des Charakters als Generalleutnant genehmigt wurde.
In Blankenburg, wo er wohnte,  ist Teetzmann 1930 verstorben.